# Massimo Casanova
Massimo Casanova (nascido em 31 de agosto de 1970 em Bolonha) é um político italiano eleito membro do Parlamento Europeu em 2019.